# Бергамо
Бе́ргамо (італ. Bergamo, МФА: [ˈbɛrɡamo] ( прослухати), п'єм. Bérghem) — місто та муніципалітет в північній Італії, у регіоні Ломбардія, столиця провінції Бергамо. Населення — 119 002 особи (2014). Щорічний фестиваль відбувається 26 серпня і 12 травня. Покровитель — святий Олександр з Бергамо. В цьому місті народився Гаетано Доніцетті.

## Географія
Місто розташоване на відстані близько 480 км на північний захід від Рима, 50 км на північний схід від Мілана. За 3,7 км знаходиться міжнародний аеропорт Аеропорт Оріо аль Серіо.

### Клімат
Місто знаходиться у зоні, котра характеризується морським кліматом. Найтепліший місяць — липень із середньою температурою 22.3 °C (72.2 °F). Найхолодніший місяць — січень, із середньою температурою 1.8 °С (35.2 °F).
| Клімат Бергамо          | Клімат Бергамо | Клімат Бергамо | Клімат Бергамо | Клімат Бергамо | Клімат Бергамо | Клімат Бергамо | Клімат Бергамо | Клімат Бергамо | Клімат Бергамо | Клімат Бергамо | Клімат Бергамо | Клімат Бергамо | Клімат Бергамо |
| Показник                | Січ.           | Лют.           | Бер.           | Квіт.          | Трав.          | Черв.          | Лип.           | Серп.          | Вер.           | Жовт.          | Лист.          | Груд.          | Рік            |
| Абсолютний максимум, °C | 14             | 21             | 23             | 27             | 31             | 32             | 37             | 36             | 31             | 26             | 20             | 16             | 37             |
| Середній максимум, °C   | 5,5            | 7,9            | 12,1           | 16,3           | 20,9           | 25             | 27,7           | 26,7           | 23,3           | 17,5           | 10,7           | 6,3            | 16,7           |
| Середня температура, °C | 1,8            | 4              | 7,7            | 11,4           | 15,8           | 19,7           | 22,4           | 21,6           | 18,6           | 13,2           | 7,1            | 2,6            | 12,2           |
| Середній мінімум, °C    | −1,9           | 0,1            | 3,2            | 6,5            | 10,7           | 14,4           | 17             | 16,6           | 13,8           | 9              | 3,5            | −1,1           | 7,7            |
| Абсолютний мінімум, °C  | −11            | −9             | −7             | 0              | 3              | 6              | 8              | 8              | 5              | −1             | −4             | −11            | −11            |
| Норма опадів, мм        | 71             | 64.3           | 83             | 89.4           | 127.1          | 112.6          | 110.1          | 129.2          | 94.2           | 108.6          | 110.6          | 55.5           | 1155.6         |
| Днів з опадами          | 7              | 6,5            | 8              | 9,3            | 10,8           | 9,1            | 7,2            | 8,3            | 6,2            | 7,1            | 8,5            | 6              | 94             |
| Днів з дощем            | 7              | 6              | 6              | 7              | 7              | 8              | 7              | 8              | 9              | 8              | 8              | 8              | 94             |
| Вологість повітря, %    | 75             | 75             | 68             | 71             | 69             | 67             | 67             | 68             | 71             | 75             | 78             | 79             | 71.9           |
| ----------------------- | -------------- | -------------- | -------------- | -------------- | -------------- | -------------- | -------------- | -------------- | -------------- | -------------- | -------------- | -------------- | -------------- |
| Джерело: Weatherbase    |                |                |                |                |                |                |                |                |                |                |                |                |                |

## Демографія
Населення за роками:

Станом на 1 січня 2023 року в муніципалітеті офіційно проживало 19 255 іноземців з 140 країн, серед них 2422 громадяни країн Євросоюзу та 1770 громадян України.

## Уродженці
- Філіппо Мелегоні (*1999) — італійський футболіст, півзахисник.
- Томас Локателлі (*1976) — італійський футболіст, півзахисник.
- Роберто Гальярдіні (*1994) — відомий італійський футболіст, півзахисник.
- Вівіано Кодацці (бл. 1604—1670), художник доби бароко, майстер міського пейзажу та руїн.
- П'єр Луїджі Піццабалла (*1939) — відомий у минулому італійський футболіст, воротар.
- Стефанія Каредду (*1945) — італійська акторка.
- Карло Черезолі (*1910 — †1995) — відомий у минулому італійський футболіст, воротар, згодом — футбольний тренер.

## Персоналії
- Папа Іван XXIII
- Робі Факкінетті — музикант, композитор та співак. клавішник гурту Pooh.

## Сусідні муніципалітети
- Аццано-Сан-Паоло
- Курно
- Горле
- Лалліо
- Моццо
- Оріо-аль-Серіо
- Паладіна
- Понтераніка
- Серіате
- Соризоле
- Стеццано
- Торре-Больдоне
- Тревіоло
- Вальбрембо

## Галерея

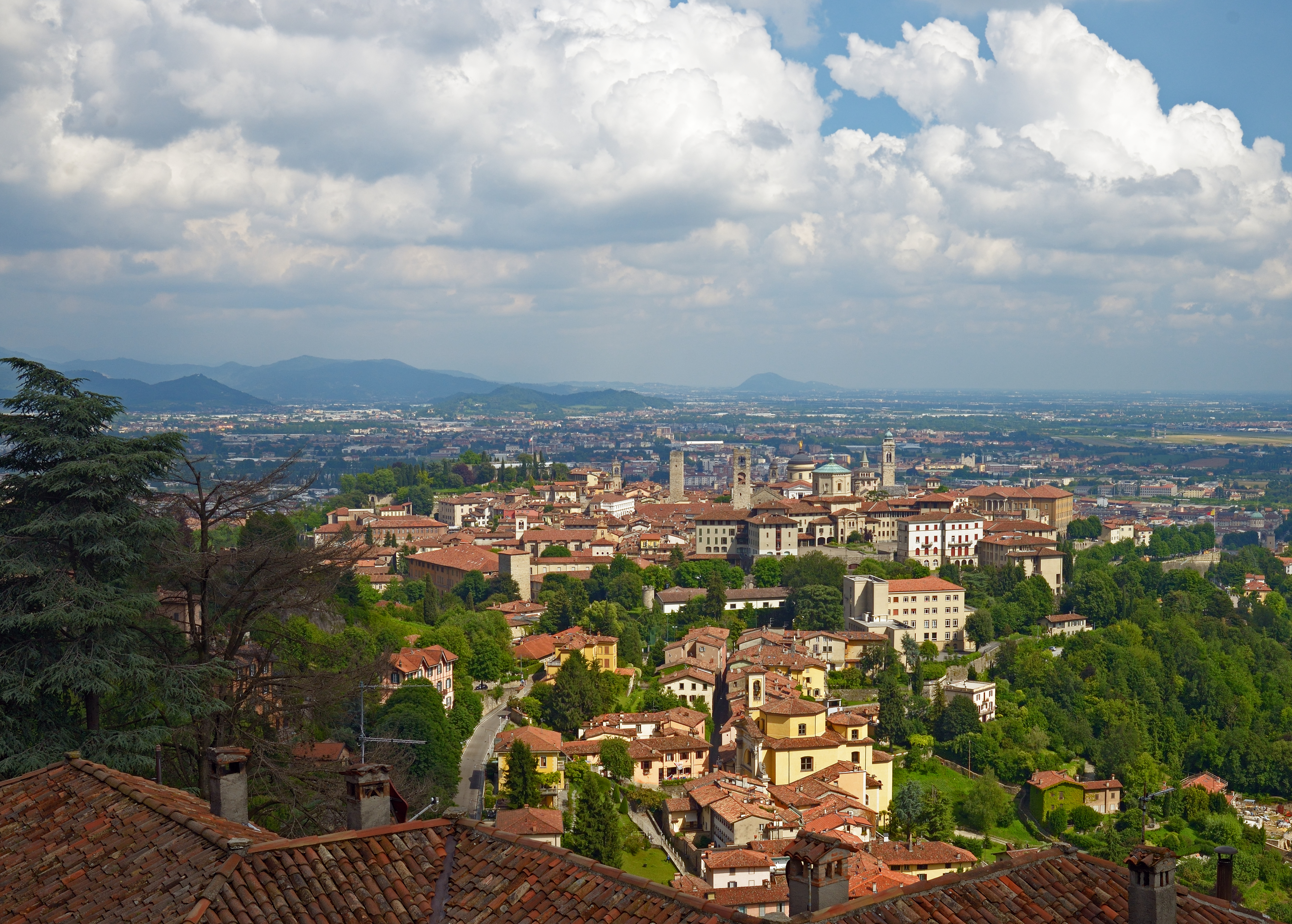
Погляд на Верхнє місто з Віа аль Кастело
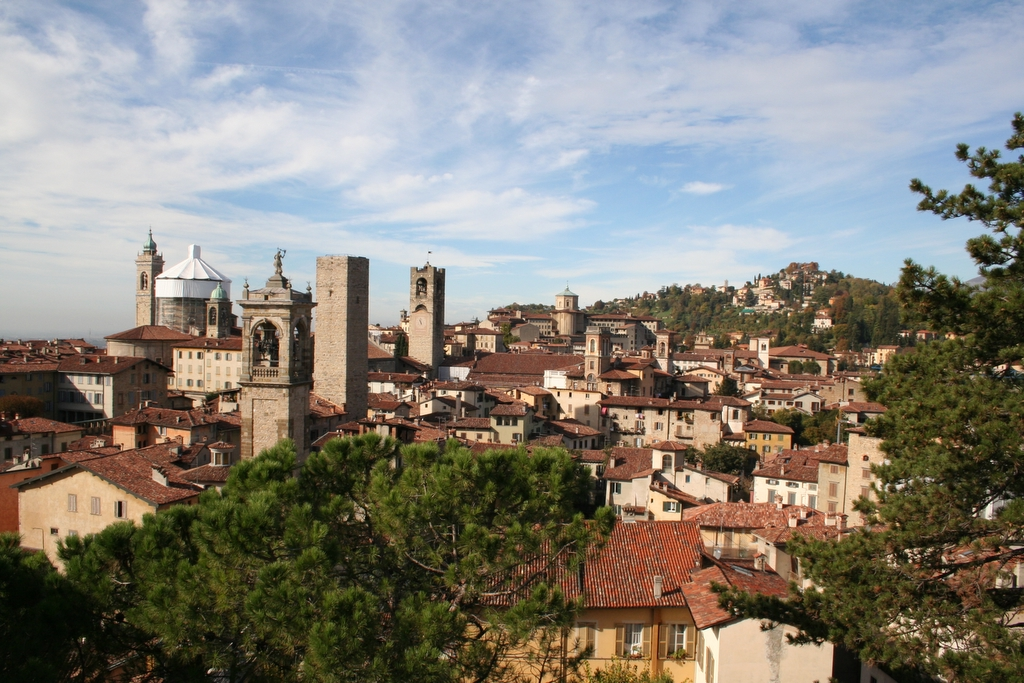
Вигляд Старого Бергамо з Рокка
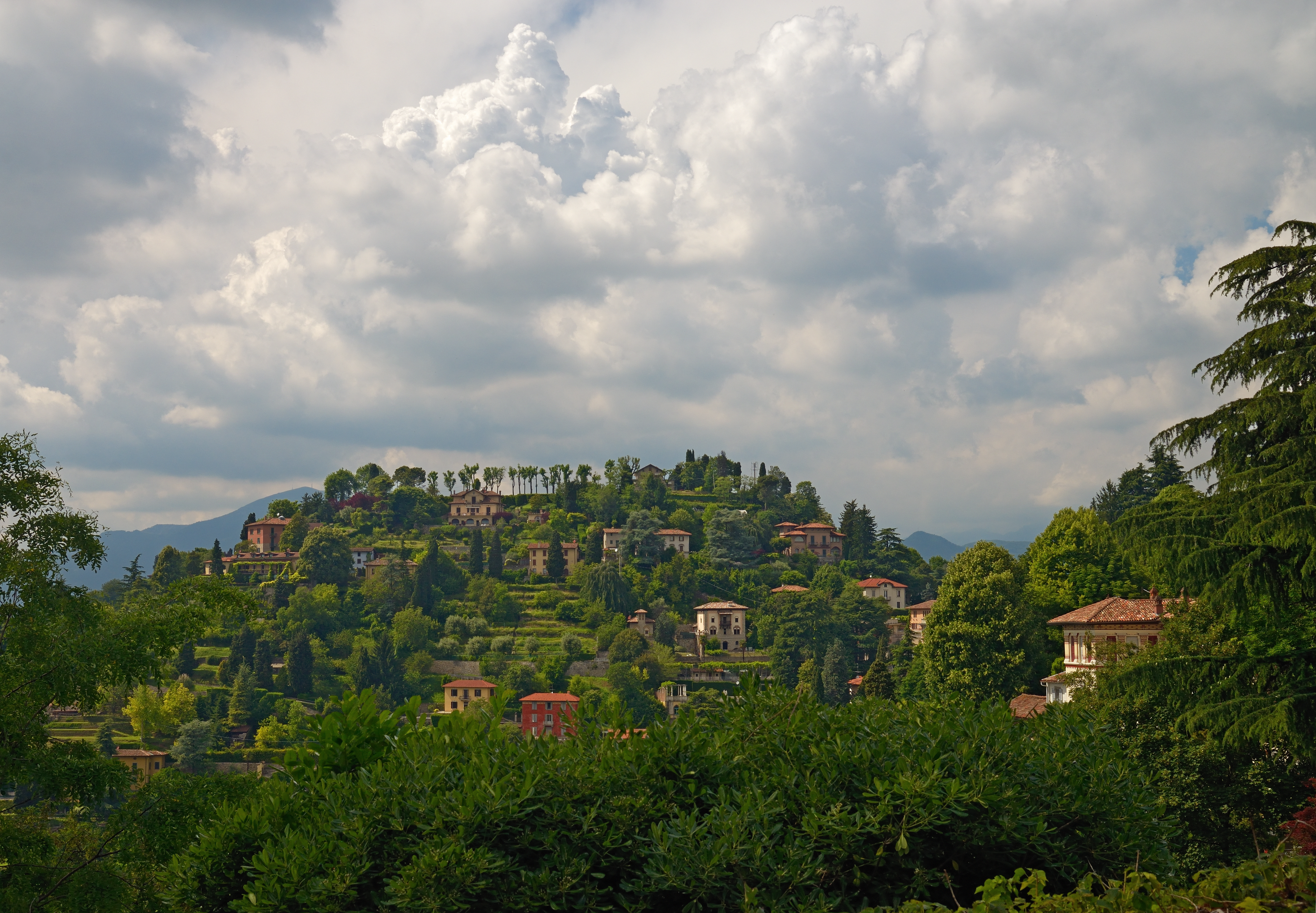
Околиця Бергамо
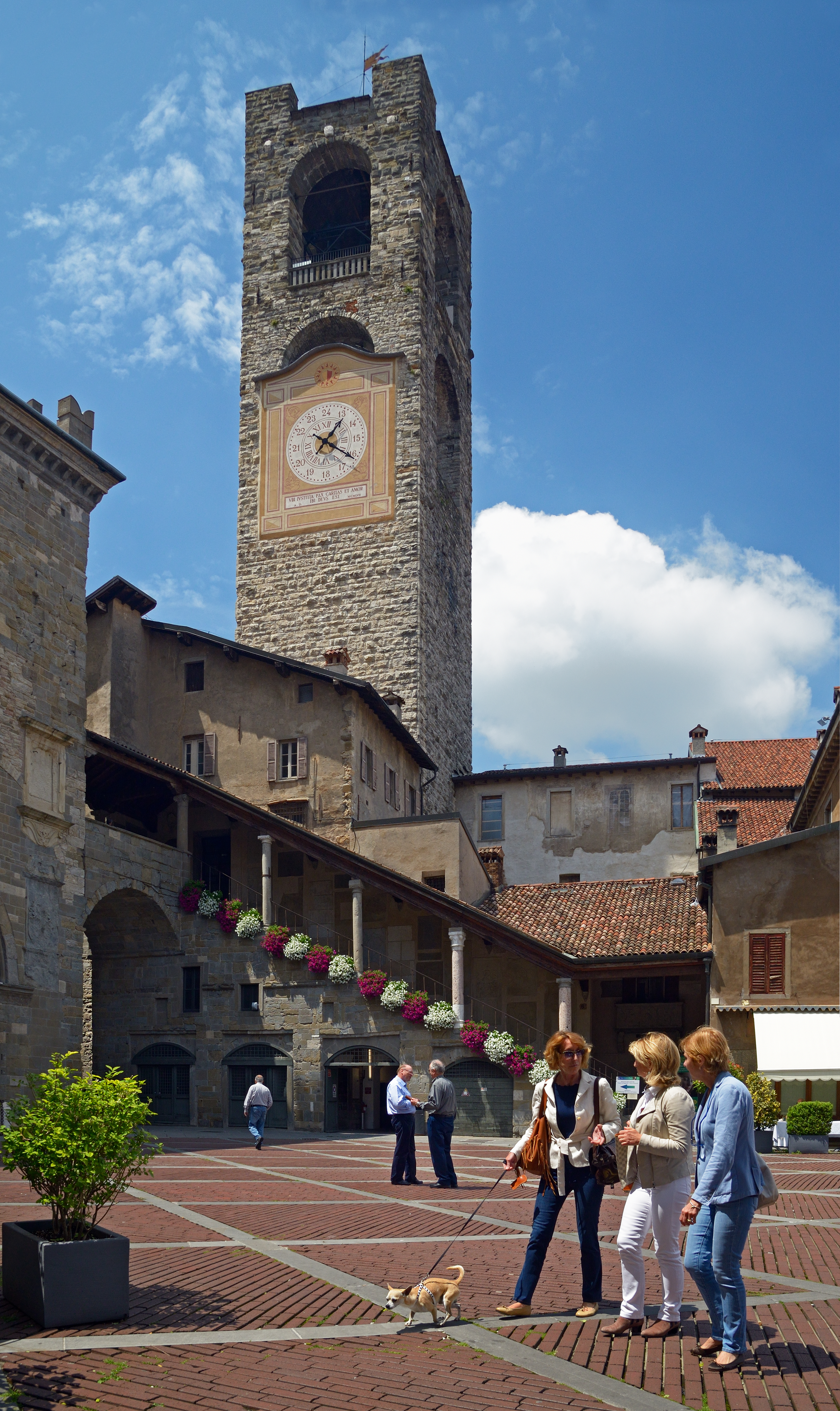
Пьяца Векіа і башта Кампаніоне
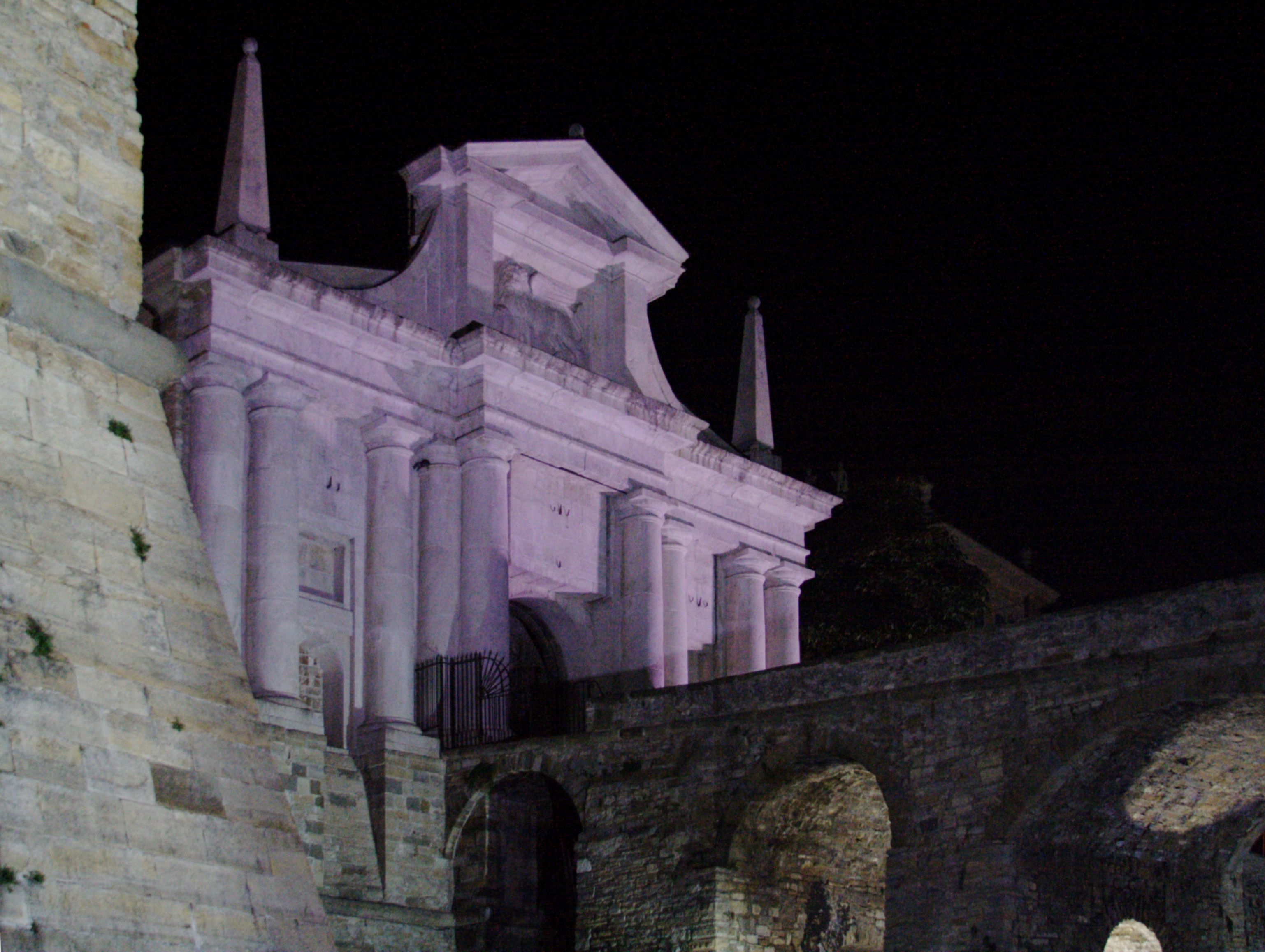
Порта сан Джіакомо вночі
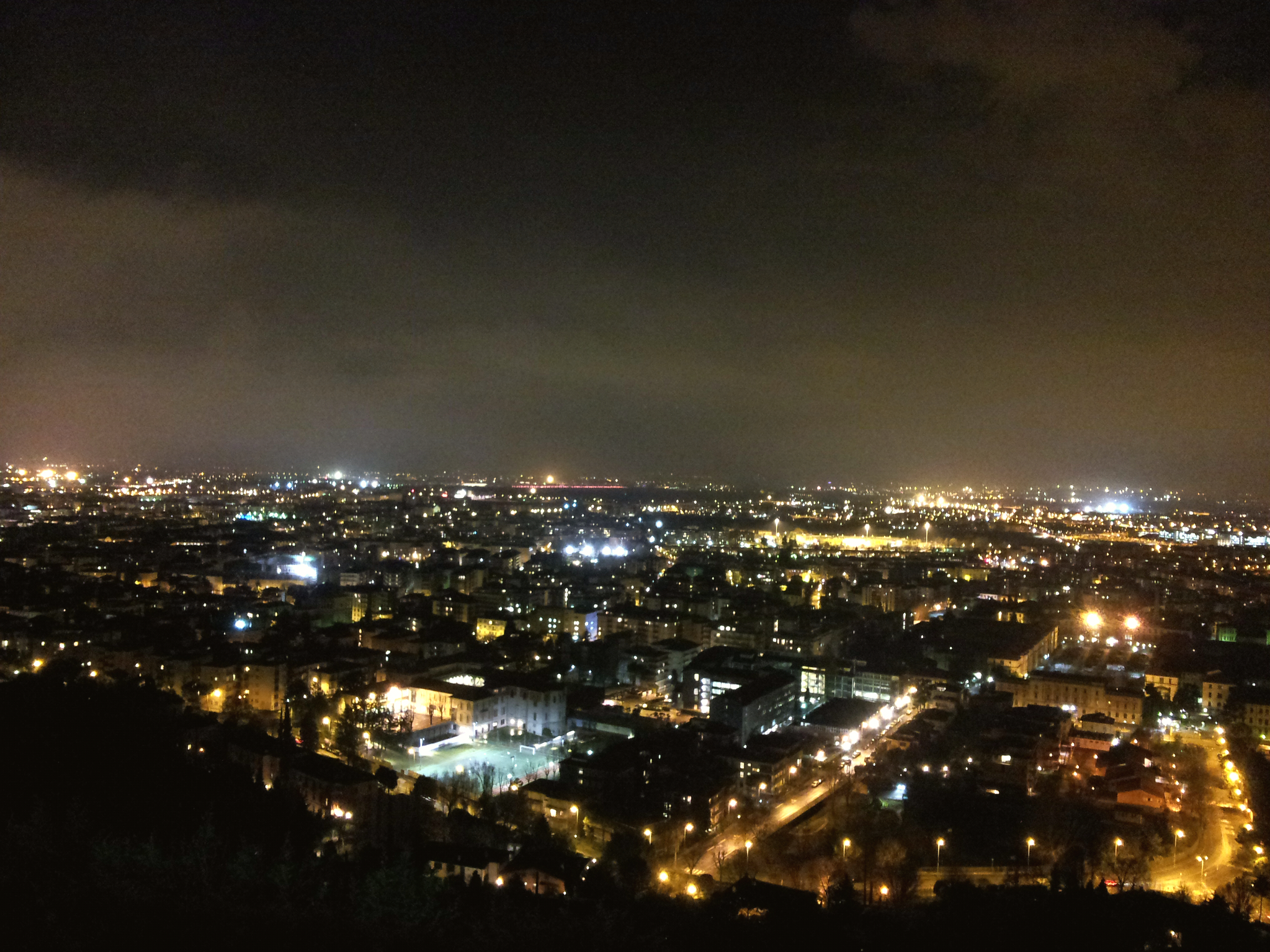
Бергамо вночі
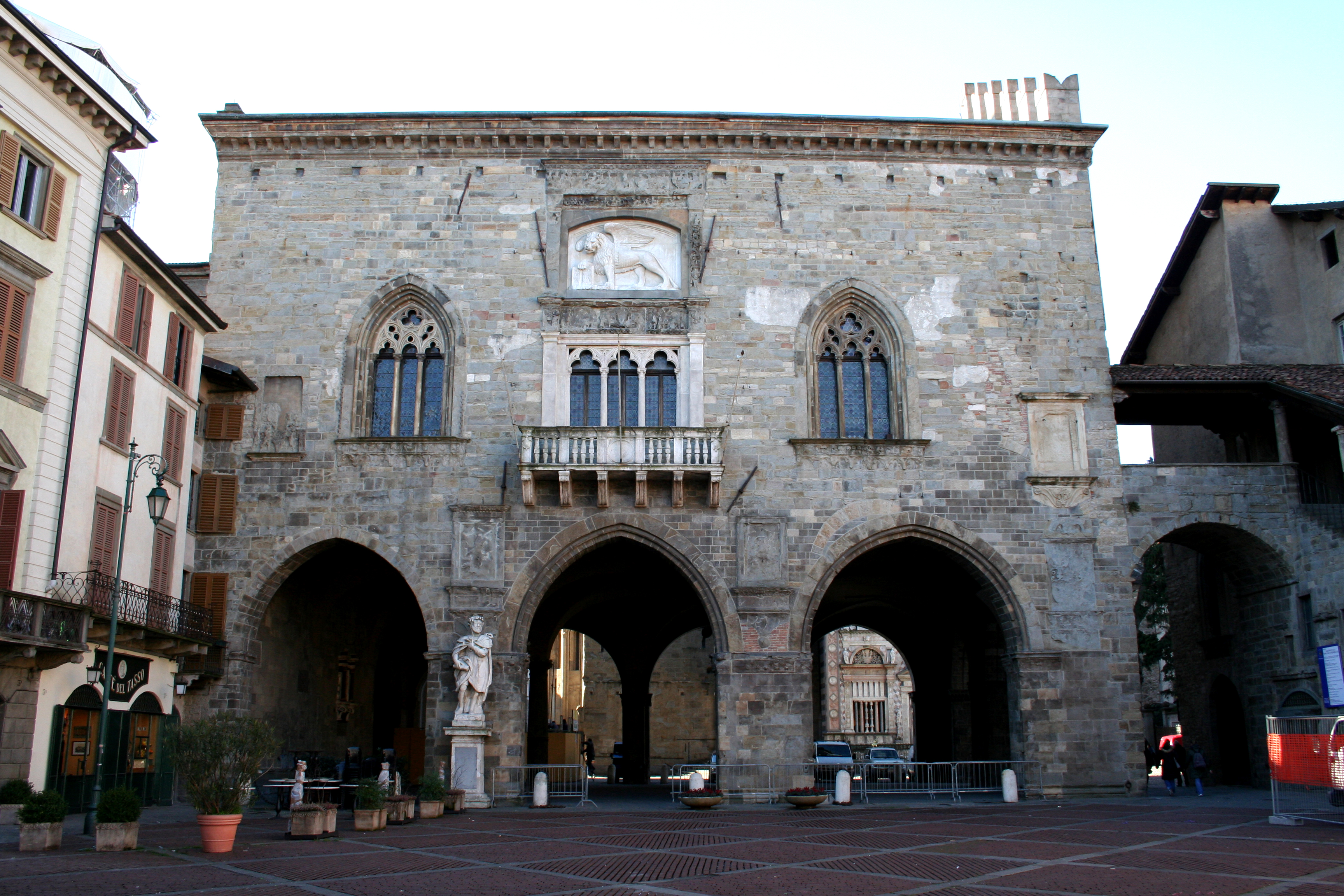
Палацо делла Раджіоне
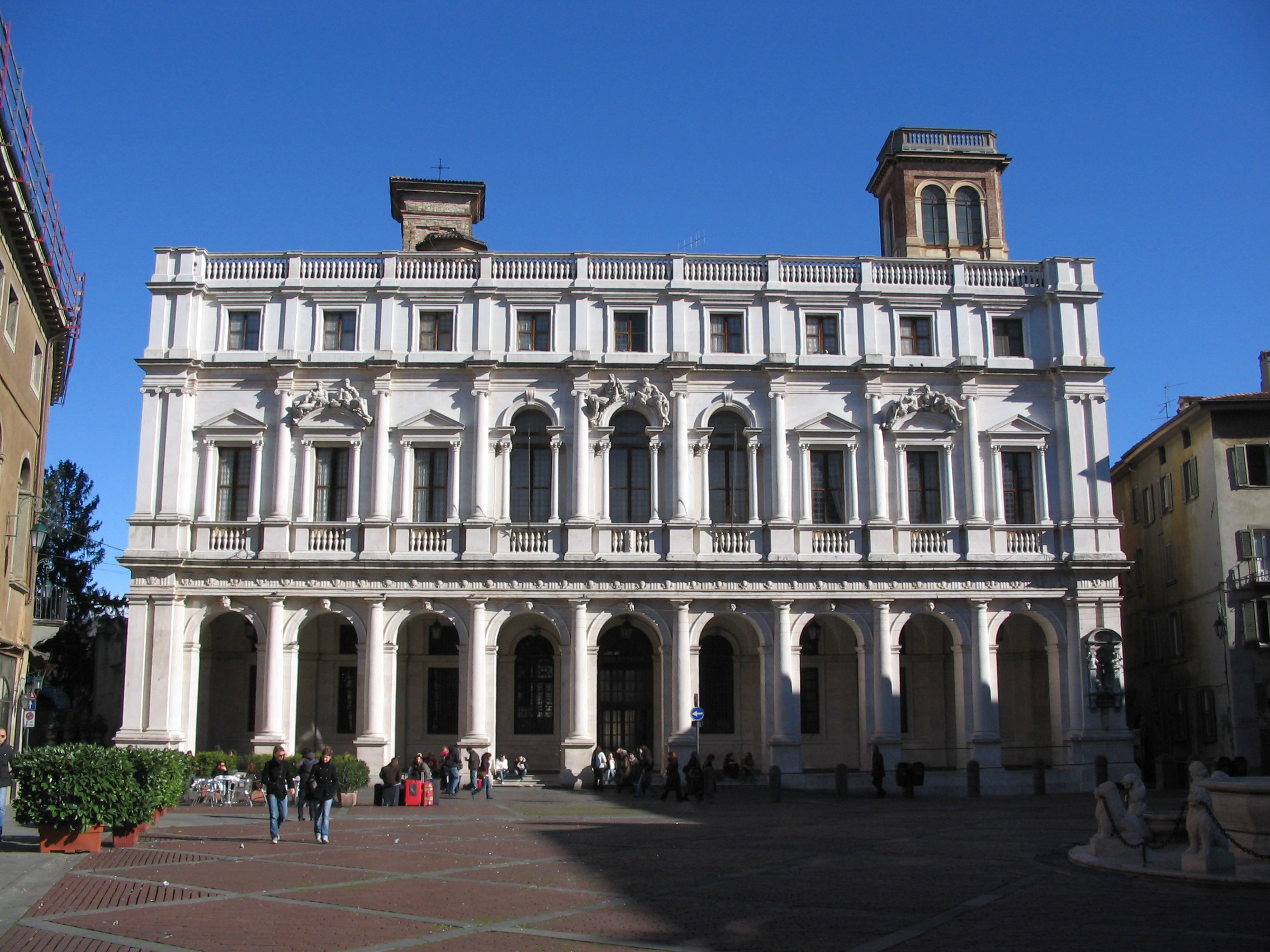
Il [[Palazzo Nuovo di Bergamo|Палацо Нуово та бібліотека Анжело Маі
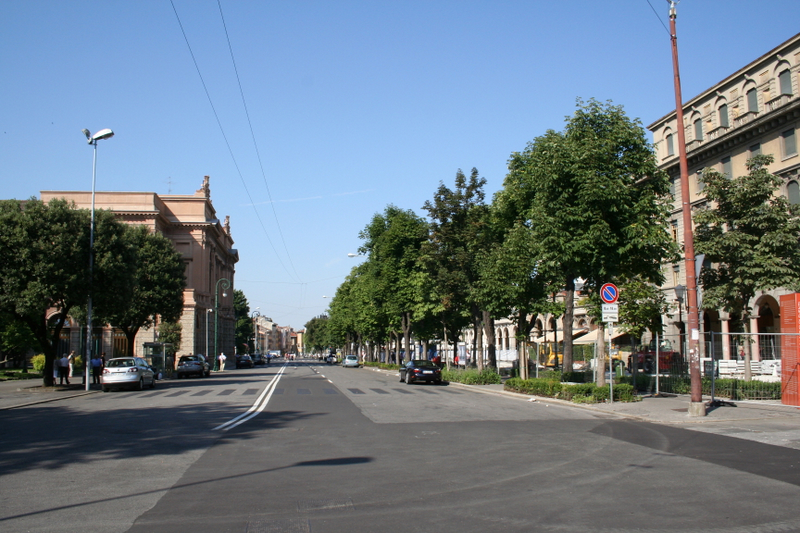
Вулиця Сентіероне
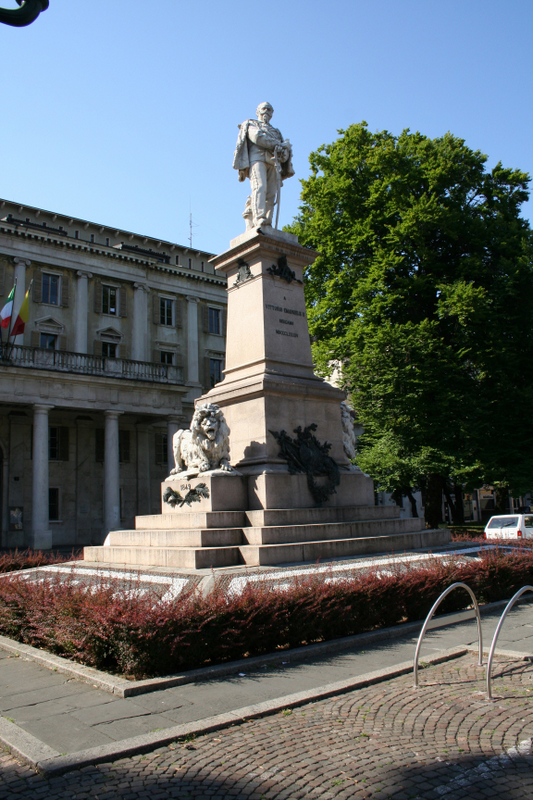
Пам'ятник Віторіо Емануїну ІІ
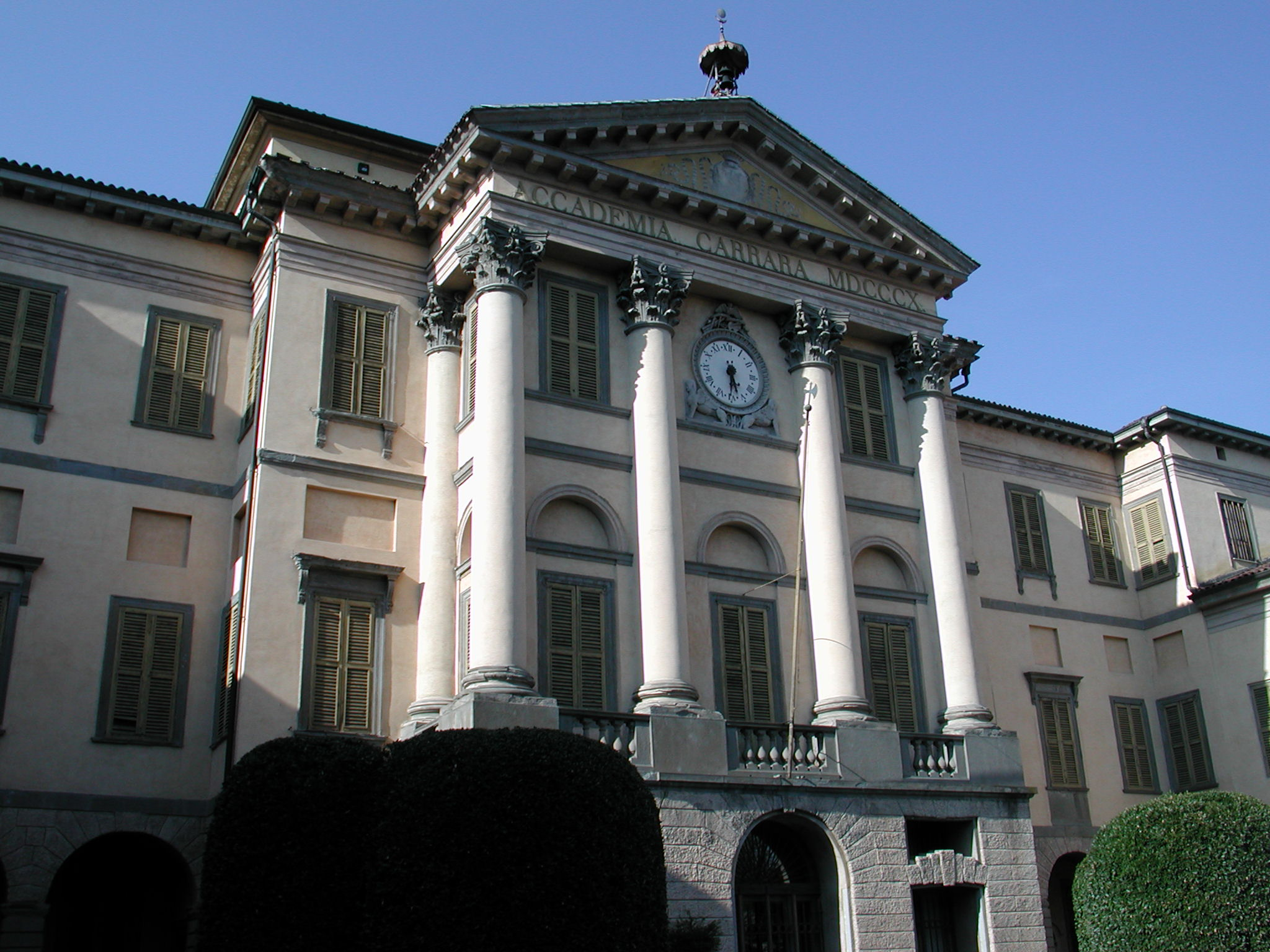
Академія Карара, пінакотека
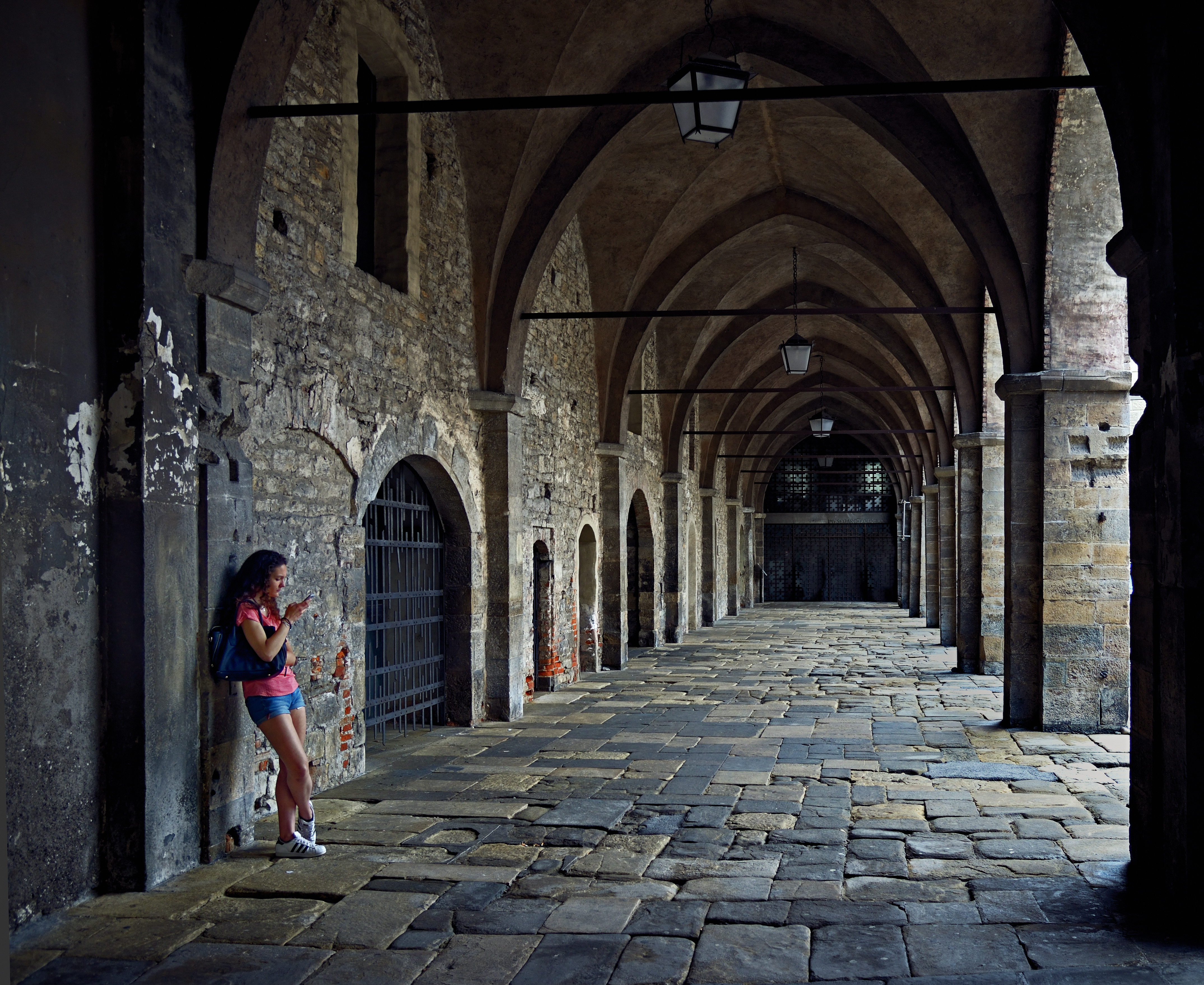